# Atractodes aterrimus
Atractodes aterrimus är en stekelart som beskrevs av Holmgren 1872. Atractodes aterrimus ingår i släktet Atractodes och familjen brokparasitsteklar. Inga underarter finns listade.